# TI-85

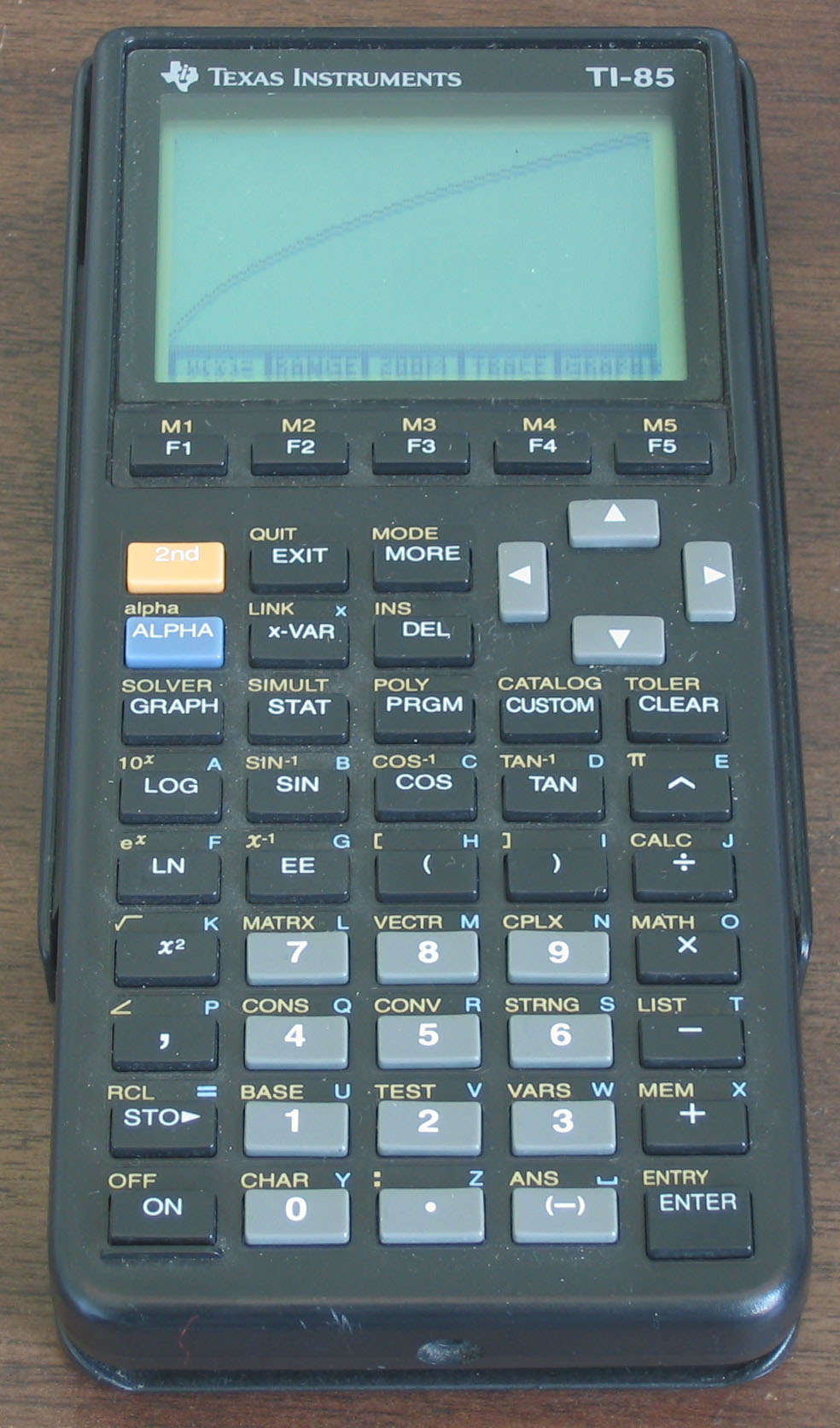
TI-85

TI-85 は、テキサス・インスツルメンツ (TI) が開発製造したグラフ表示電卓で、Z80マイクロプロセッサを使用している。1992年に TI の2機種目のグラフ表示電卓として設計され（1機種目はTI-81）、後にTI-86に代替された。

## 概要
TI-85 はTI-81よりも高性能であり、工学などで利用することを想定している。BASIC言語を搭載していて、プログラミングが可能。電卓同士を接続するケーブルが付属している。他にも TI-Graph Link という別売のケーブルと適当なソフトウェアを使ってパーソナルコンピュータと接続できる。これらのケーブルを使ってプログラムをセーブしたり、バックアップしたりできる。

## バグ
長い BASIC プログラムを書いたとき、電力セーブのための自動電源オフ機能が働くまでにコンパイルが終わらないことがある。TI-85 はコンパイル中であっても電源がオフになる。その後、電源を入れると、画面上の表示がおかしくなり、ドットがランダムに点滅する。この状態から回復するにはハードリセットしかないが、そうするとプログラムやデータが全て消えてしまう。TI はこれをバグと認めている。このため、バックアップが必須となっている。回避策としては、コンパイル中にキーを叩き続ける方法と、プログラムを複数に分割する方法がある。

## アセンブリ言語によるプログラム
愛好家らはメモリバックアップを解析して、バックアップのある位置に特別な文字列を入れることでアセンブリ言語プログラムを実行できることを発見した。BASIC よりも高速動作し、メモリ使用量も抑えることができる。これにより、TI-85 はアセンブリ言語プログラムを実行できる初のグラフ表示電卓となった。
アセンブリ言語で書かれたプログラムは、文字列として格納され、CUSTOMメニューを通してアクセスされる。テトリスや Boulder Dash といったゲームが開発されたり、周期表を表示するプログラムが開発されたりしている。TI-85 のRAM容量が小さいため、プログラムのサイズは限られている。全メモリは約28KBだが、プログラムが使えるのは25から26KBである。
アセンブリ言語シェル ZShell が TI-85 でも利用可能である。アセンブリ言語での利用があまりにも多いため、TI はその後の機種でアセンブリ言語を公式にサポートするようになった（TI-83やTI-86）。